# Hotaru (manga)
Hotaru (ホタルノヒカリ, Hotaru no Hikari, sous-titré en anglais : It's Only Little Light in My Life) est un josei manga écrit et dessiné par Satoru Hiura. Il a été prépublié entre 2004 et 2009 dans le magazine Kiss de l'éditeur Kōdansha, et a été compilé en un total de quinze tomes. La version française est éditée en intégralité par Kana.
Une adaptation en drama de dix épisodes nommé Hotaru no Hikari a été diffusée du 11 juillet au 12 septembre 2007 sur la chaîne japonaise NTV. Trois ans plus tard, une seconde saison de onze épisodes est diffusée du 7 juillet au 15 septembre 2010 sur la même chaine, sous le titre Hotaru no Hikari 2,. Un film live est également sorti le 9 juin 2012 au Japon.
La suite intitulée Hotaru no Hikari SP (ホタルノヒカリSP)  est publiée de janvier 2014 à juillet 2017 dans le magazine Kiss. Puis, une autre suite est sortie d'octobre 2017 à avril 2021 nommée Hotaru no Hikari Baby (ホタルノヒカリBaby) dans le même magazine. 
En avril 2020, le tirage cumulé de l'ensemble de la série est de 4,5 millions d'exemplaires.

## Personnages
Hotaru Amemiya (雨宮 蛍, Amemiya Hotaru)
Seiichi Takano高野 誠一 (Takano Seiichi)
Makoto Teshima (手嶋 マコト, Teshima Makoto)

## Manga
La série, écrite et dessinée par Satoru Hiura, a débuté en 2004 dans le magazine Kiss. Le premier volume relié est publié par Kōdansha le 10 février 2005. Le dernier chapitre est paru en 2009, et quinze volumes sont sortis. Un roman est également sorti le 11 juillet 2007 suivi par un guide officiel le 13 juillet 2007.
La version française est licenciée par Kana depuis janvier 2011. Un chapitre bonus nommé Himono to Buchō no Shinkonryokou (干物と部長の新婚旅行) a été publié à l'occasion de la sortie du film live, avant de sortir dans le septième et dernier tome de l'édition au format bunko le 12 juin 2012.
La suite directe nommée Hotaru no Hikari SP relatant l'histoire après le mariage entre Hotaru et Takano est publiée depuis janvier 2014 dans le magazine Kiss.

### Liste des volumes
| no | Japonais          | Japonais          | Français          | Français          |
| no | Date de sortie    | ISBN              | Date de sortie    | ISBN              |
| -- | ----------------- | ----------------- | ----------------- | ----------------- |
| 1  | 10 février 2005   | 4-06-340529-X     | 7 janvier 2011    | 978-2-5050-1002-9 |
| 2  | 13 juin 2005      | 4-06-340550-8     | 7 janvier 2011    | 978-2-5050-1003-6 |
| 3  | 13 septembre 2005 | 4-06-340562-1     | 18 mars 2011      | 978-2-5050-1072-2 |
| 4  | 17 janvier 2006   | 4-06-340576-1     | 6 mai 2011        | 978-2-5050-1099-9 |
| 5  | 13 avril 2006     | 4-06-340587-7     | 1er juillet 2011  | 978-2-5050-1174-3 |
| 6  | 11 août 2006      | 4-06-340603-2     | 23 septembre 2011 | 978-2-5050-1233-7 |
| 7  | 13 décembre 2006  | 4-06-340623-7     | 4 novembre 2011   | 978-2-5050-1262-7 |
| 8  | 13 avril 2007     | 978-4-06-340641-2 | 6 janvier 2012    | 978-2-5050-1397-6 |
| 9  | 17 juillet 2007   | 978-4-06-340655-9 | 2 mars 2012       | 978-2-5050-1421-8 |
| 10 | 12 octobre 2007   | 978-4-06-340671-9 | 4 mai 2012        | 978-2-5050-1451-5 |
| 11 | 11 avril 2008     | 978-4-06-340694-8 | 6 juillet 2012    | 978-2-5050-1480-5 |
| 12 | 12 septembre 2008 | 978-4-06-340716-7 | 7 septembre 2012  | 978-2-5050-1538-3 |
| 13 | 13 janvier 2009   | 978-4-06-340733-4 | 16 novembre 2012  | 978-2-5050-1570-3 |
| 14 | 12 juin 2009      | 978-4-06-340754-9 | 4 janvier 2013    | 978-2-5050-1689-2 |
| 15 | 13 octobre 2009   | 978-4-06-340770-9 | 1er mars 2013     | 978-2-5050-1762-2 |

## Drama

### Saison 1
Hotaru a le style de vie d'une "himono-onna", une fille sérieuse et bien habillée au travail qui, en rentrant chez elle, porte des joggings, boit de la bière et grignote.
Deux événements vont bouleverser sa vie. La maison où elle habite est la maison du père de son manager (elle ne le savait pas), qui lui a confié la garde de la maison pendant son absence. Le manager, étant en instance de divorce, revient vivre dans la maison de ses parents. Aucun des deux ne voulant quitter cette maison, une cohabitation va donc se dérouler. Elle va ensuite rencontrer un jeune homme et en tomber amoureuse, mais ne sait pas comment lui avouer ses sentiments. Le manager, par ses discussions, va l'aider.

#### Distribution
- Haruka Ayase : Amemiya Hotaru
- Naohito Fujiki : Takano Seiichi
- Ryōko Kuninaka : Saegusa Yuuka
- Kazuki Katō : Teshima Makoto
- Shinji Takeda : Jinguuji Kaname
- Yuka Itaya : Yamada Sachiko
- Ken Yasuda : Futatsugi Shouji
- Reina Asami : Sono Minako
- Gota Watabe : Sawaki Shun
- Jyoji Shibue : Tadokoro Junpei
- Marika Matsumoto : Murota Suzuko
- Sara Matsushita : Kasumi Hatsuko
- Tomomi Maruyama (丸山智己) : Goutokuji Ken
- Hiroshi Matsunaga (松永博史) : Yamaguchi Takatoshi
- Tomoka Kurotani : Miyuki

#### Liste des épisodes
L'ending, intitulé Yokogao, est interprété par aiko.

### Saison 2
Hotaru est partie pour un voyage d'affaires qui a duré plus longtemps que prévu (3 ans). En rentrant au Japon, elle retrouve Takano Seiichi et, un nouveau collègue, Kazuma Seno.

#### Distribution
- Haruka Ayase : Amemiya Hotaru
- Naohito Fujiki : Takano Seiichi
- Yuka Itaya : Yamada Sachiko
- Ken Yasuda : Futatsugi Shouji
- Osamu Mukai : Seno Kazuma
- Asami Usuda : Sakuragi Mika
- Tae Kimura : Asada Konatsu
- Momoka Ishii : Asada Chinatsu
- Tsutomu Takahashi : Izaki Hosaku
- Aoi Nakabeppu : Sugishita Mana
- Tomohiro Ichikawa : Matsushoji Goya
- Yuki Kimisawa : Takebayashi Atsushi
- Takuya Ide : Umeda Shota
- Chiaki Sato : Tsubaki Haruno
- Takahiko Yanagisawa : Mukunoki Shin
- Rena Mashita : Shiina Ayumi

#### Liste des épisodes
L'ending, intitulé Kimi ga iru, est interprété par le groupe de J-pop Ikimono-Gakari.

## Adaptation au cinéma
L'adaptation en film live a été annoncée en août 2011. Celui-ci fait suite à la seconde saison du drama, et Hotaru et Seiichi passent leur voyage de noces en Italie, à Rome. Il est sorti au cinéma japonais le 9 juin 2012.
Hotaru Amemiya est interprété par Haruka Ayase et Seiichi Takano par Naohito Fujiki.